# Pont-rhyd-y-groes
Pont-rhyd-y-groes (też Pontrhydygroes, z wal. most nad brodem) – wieś w Walii w hrabstwie Ceredigion. Położona jest nad rzeką Ystwyth, w miejscu, gdzie przekraczali ją pielgrzymi zmierzający do cysterskiego klasztoru Strata Florida.
W pobliżu znajdują się miejscowości Cwm Ystwyth, Pont ar Fynach oraz Ysbyty Ystwyth.
Okolica była obszarem wydobycia cynku i ołowiu. Pozostałości kopalni Frongoch znajdują się około 3 km od Pont-rhyd-y-groes. Most, od którego wzięła nazwę miejscowość, został wzniesiony około 1850 roku, by umożliwić pracownikom przekroczenie wąwozu Ystwyth w drodze do kopalni. Most został prawdopodobnie zniszczony w latach 30. Obecnie istniejący powstał w 2002 roku.